# Bare (Bugojno, BiH)
Bare su bivše samostalno naselje s područja današnje općine Bugojno, Federacija BiH, BiH.

## Povijest
Za vrijeme socijalističke BiH ovo je naselje pripojeno naselju Harambašići.